# Agrias reverdini
Agrias reverdini är en fjärilsart som beskrevs av Le Moult 1931. Agrias reverdini ingår i släktet Agrias och familjen praktfjärilar. Inga underarter finns listade i Catalogue of Life.